# Notopora schomburgkii
Notopora schomburgkii är en ljungväxtart som beskrevs av Joseph Dalton Hooker. Notopora schomburgkii ingår i släktet Notopora och familjen ljungväxter. Inga underarter finns listade i Catalogue of Life.